# Ласкураин, Педро
Пе́дро Хосе́ Доми́нго-де-ла-Кальса́да Мануэ́ль Мари́я Ласкураи́н Паре́дес (исп. Pedro José Domingo de la Calzada Manuel María Lascuráin Paredes; 12 мая 1858, Мехико — 21 июля 1952, Мехико) — мексиканский политик, президент страны (19 февраля 1913 года), известный как самый недолго правивший глава страны в мексиканской и мировой истории — менее часа.

## Биография
Родился в Ранчо-ла-Ромите (ныне Колония Рома), одном из районов «большого Мехико», в семье мексиканца и матери баскского происхождения. Его дедом был генерал Мариано Паредеса Арриллаги, который был временным президентом Мексики в течение полугода в 1846 году. Его отец был процветающим торговцем из Веракруса, который женился на дочери генерала и бывшего президента.
Учился в католической школе по специальности «право», позже закончил Национальную школу юриспруденции (факультет Национального автономного университета, получив специальность юриста в 1880 году.
Был членом городского совета Мехико, адвокатом (специализировался на гражданском и коммерческом праве), директором «Свободной школы права» в течение 16 лет. Работал в министерстве иностранных дел при Порфирио Диасе. Дважды занимал пост министра иностранных дел в ходе правления Франсиско Мадеро (10 апреля — 4 декабря 1912 и 15 января — 18 февраля 1913).

## Президентство
В ходе февральских событий «Трагической декады» 19 февраля 1913 года президент Ф. Мадеро и вице-президент Пино Суарес подали в отставку под давлением контрреволюционных сил во главе с генералом Викториано Уэрта и были арестованы в здании Национального Собрания (через несколько дней оба были расстреляны).
Был приведён к присяге согласно Конституции 1857 года, по которой министр иностранных дел занимал пост президента при отсутствии президента и вице-президента страны. Считается, что его срок президентства длился всего 45 минут, с 17:15 до 18:00 в тот же день (по другим данным, от 15 до 55 минут).
Сразу после принятия присяги назначил Уэрту министром внутренних дел, который согласно Конституции был следующим в линии преемственности поста президента, а затем подал в отставку.

## Дальнейшая жизнь
Уэрта, став президентом, предложил ему должность в правительстве, но тот отказался, вернувшись к адвокатской практике.
Скончался в возрасте 94 лет.